# Жак Зуа
Жак Зуа́ (фр. Jacques Zoua; нар. 6 вересня 1991, Гаруа) — камерунський футболіст, нападник «Кайзерслаутерна» та національної збірної Камеруну.

## Клубна кар'єра
У дорослому футболі дебютував 2008 року виступами за команду камерунського «Котон Спорта», в якій провів один сезон, взявши участь у 28 матчах чемпіонату. Більшість часу, проведеного у складі «Котон Спорта», був основним гравцем атакувальної ланки команди. У складі «Котон Спорта» був одним з головних бомбардирів команди, маючи середню результативність на рівні 0,36 голу за гру першості.

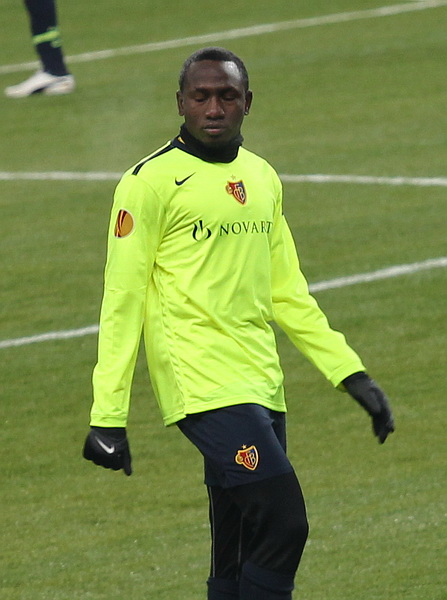
Жак Зуа під час виступів за «Базель». 24 лютого 2011 року.

До складу «Базеля» молодий нападник приєднався 2009 року. За чотири сезони встиг відіграти за команду з Базеля 86 матчів в національному чемпіонаті і за цей час чотири рази виграв чемпіонат Швейцарії і ще двічі національний кубок.
24 червня 2013 року Зуа перейшов в німецький «Гамбург», підписавши контракт до 2016 року, але провів в команді лише один сезон, після чого був відданий в оренду в турецький «Кайсері Ерджієсспор», але не врятував команду від вильоту.
У серпні 2015 року Жак підписав контракт з новачком французької Ліги 1 «Газелеком», проте і цьому клубу не допоміг зберегти прописку в еліті, після чого влітку 2016 року став гравцем «Кайзерслаутерна» з Другої Бундесліги.

## Виступи за збірні
2009 року залучався до складу молодіжної збірної Камеруну. Забив три голи за молодіжну команду країни на молодіжному чемпіонаті Африки. Однак його команда програла на тому турнірі у фіналі молодіжній збірній Гани. Також в 2009 році був у складі команди на чемпіонаті світу серед молодіжних команд у Єгипті. Всього на молодіжному рівні зіграв у 7 офіційних матчах, забив 3 голи.
2011 року дебютував в офіційних матчах у складі національної збірної Камеруну. У складі збірної був учасником Кубка африканських націй 2017 року у Габоні.
Наразі провів у формі головної команди країни 16 матчів.

## Титули і досягнення
- Чемпіон Швейцарії (4):

«Базель»: 2009-10, 2010-11, 2011-12, 2012-13
- Володар Кубка Швейцарії (2):

«Базель»: 2009-10, 2011-12
- Переможець Кубка африканських націй (1):

Камерун: 2017